# Język ketyjski
Język ketyjski (także: język kecki, ros. кетский язык) – język zaliczany do rodziny jenisejskiej w obrębie hipotetycznych języków dene-jenisejskich. Według danych spisu ludności z 2010 r. ma 210 użytkowników (niewielka część grupy etnicznej). Zamieszkują oni głównie region turuchański (ros. Туруханский район) Kraju Krasnojarskiego.
W użyciu jest także język rosyjski. Ketyjski jest silnie zagrożony wymarciem. Część osób ma negatywny stosunek do tego języka; doszło też do zaniku tradycyjnego stylu życia. Ketyjski jest nauczany w kilku szkołach.
Brak ugruntowanego piśmiennictwa. Propozycja pisma na bazie alfabetu łacińskiego (z 1932 r.) nie przyjęła się. W nowszych czasach występuje zapis cyrylicki.

## Cechy języka
Ketyjski jest językiem tonalnym. Występuje w nim pięć tonów: glottalizowany, opadający, wysoko-równy, wznosząco-opadający i wznosząco-nagle opadający. Ton spoczywa generalnie na słowie, nie na sylabie. Większość słów jest jednosylabowa. Derywacja jest uboga: z sufiksów można wskazać -n/-ŋ dla liczby mnogiej (np. qòj „niedźwiedź” > qōn „niedźwiedzie”) oraz sufiks syngulatywny -dis (ūl „woda” > úldìs „kropla”), rozbudowana za to jest fleksja, co zbliża ketyjski do języków polisyntetycznych.